# Tachypeza heeri
Tachypeza heeri är en tvåvingeart som beskrevs av Zetterstedt 1838. Tachypeza heeri ingår i släktet Tachypeza och familjen puckeldansflugor. Arten är reproducerande i Sverige. Inga underarter finns listade i Catalogue of Life.